# Pellenes limatus
Pellenes limatus es una especie de araña saltarina del género Pellenes, familia Salticidae. Fue descrita científicamente por Peckham, Peckham en 1901.
Habita en América del Norte, en los Estados Unidos (California, Texas).

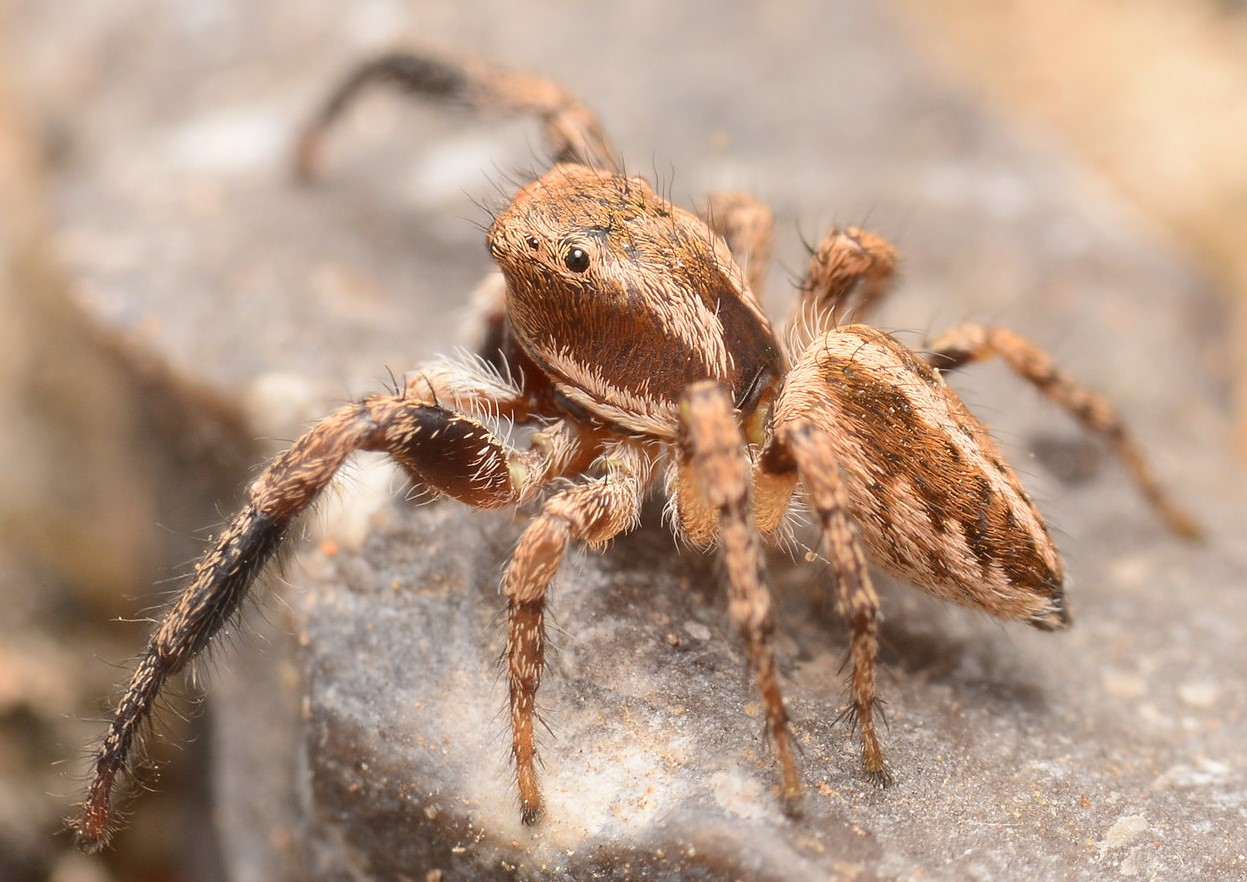
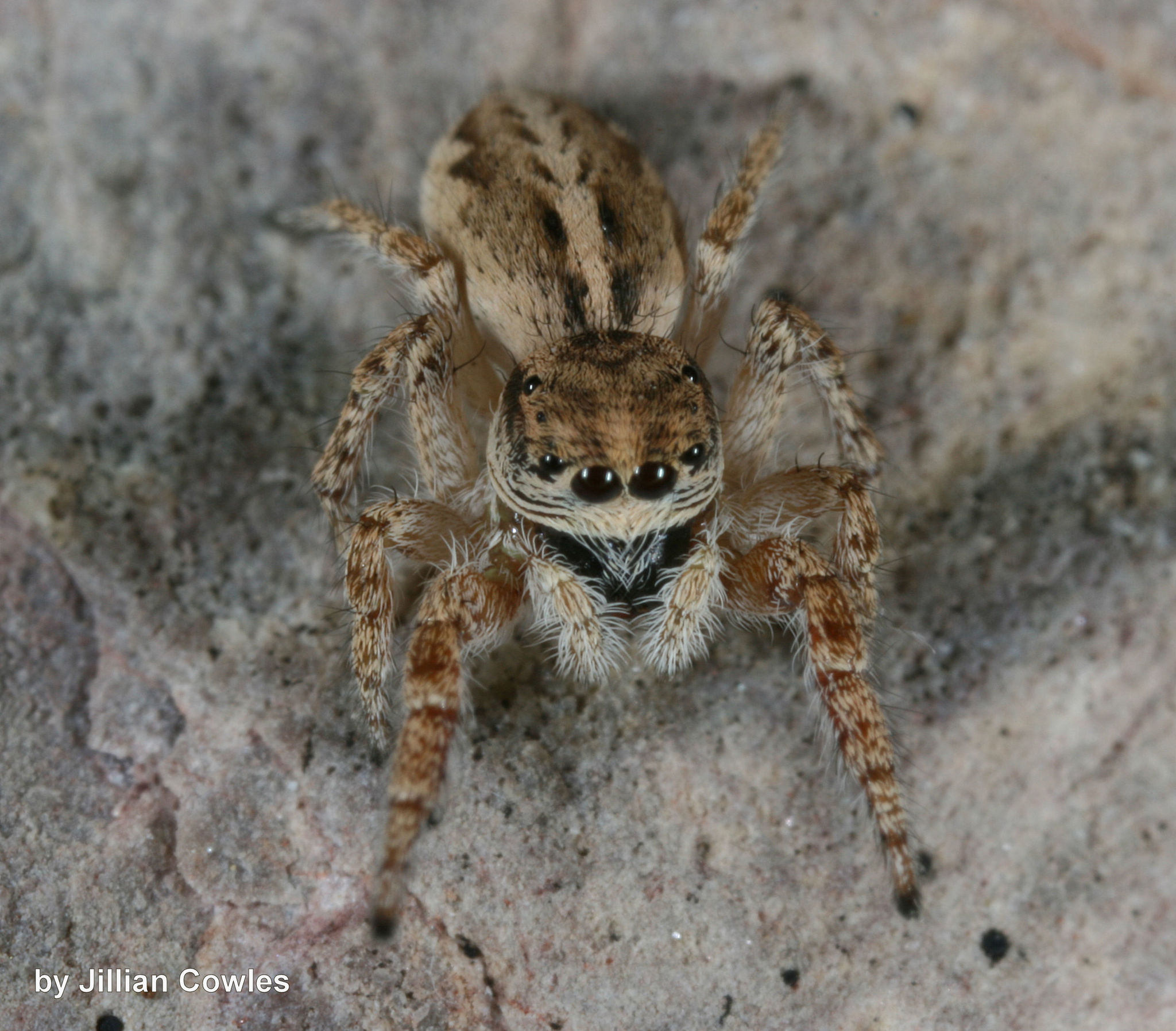
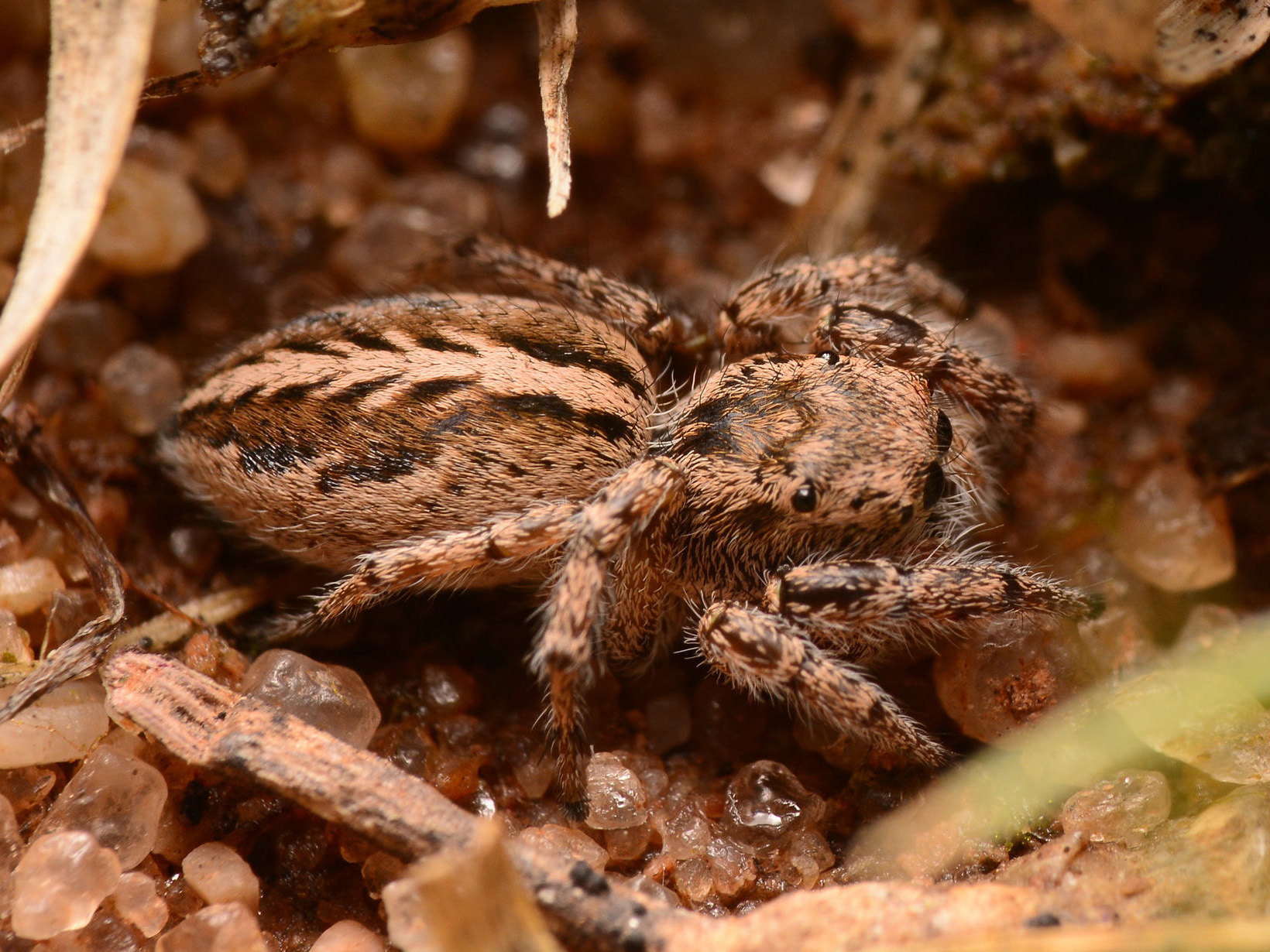
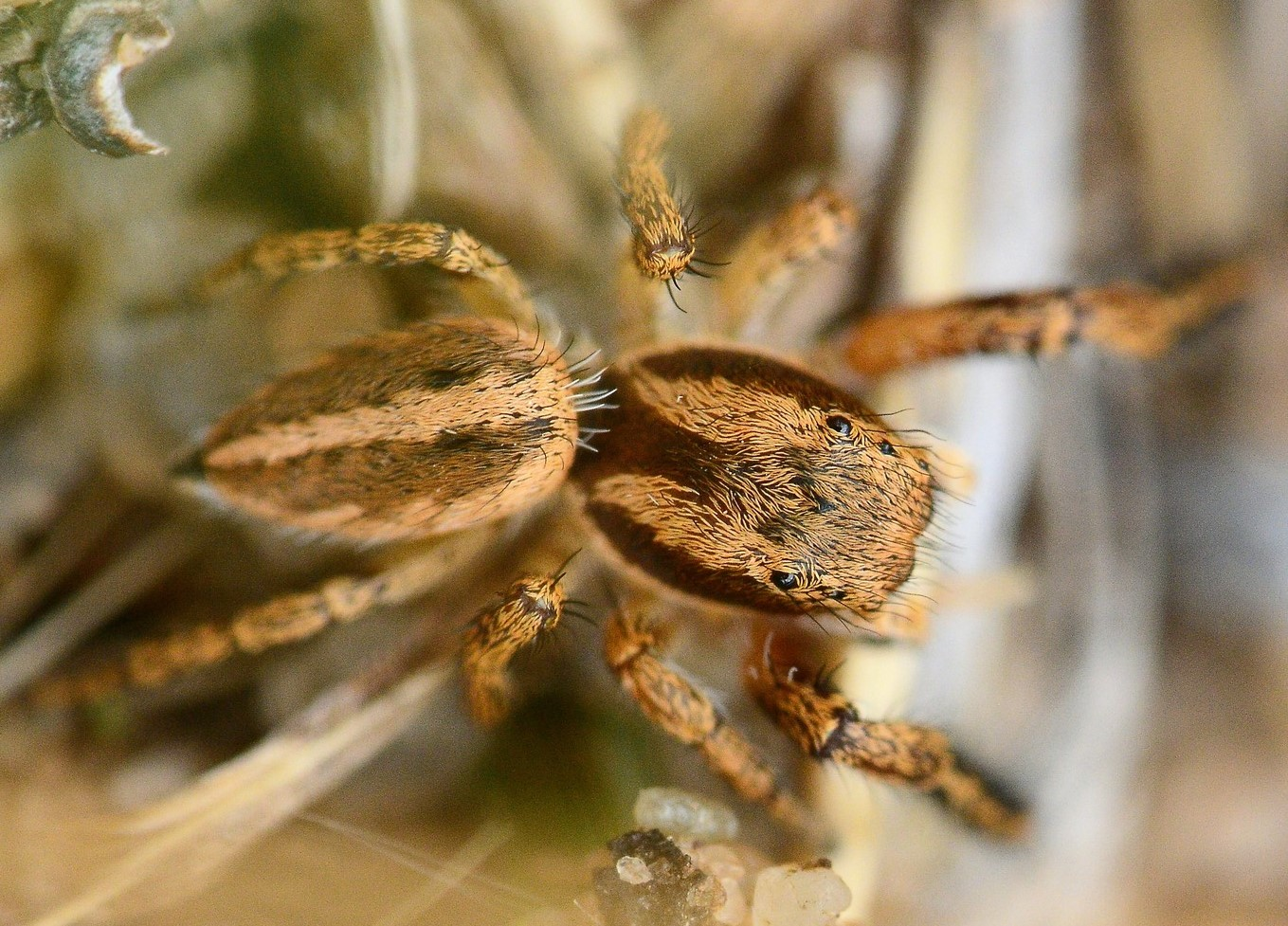